# Euphorbia spathulata
Euphorbia spathulata är en törelväxtart som beskrevs av Jean-Baptiste de Lamarck. Euphorbia spathulata ingår i släktet törlar, och familjen törelväxter. Inga underarter finns listade i Catalogue of Life.

## Bildgalleri

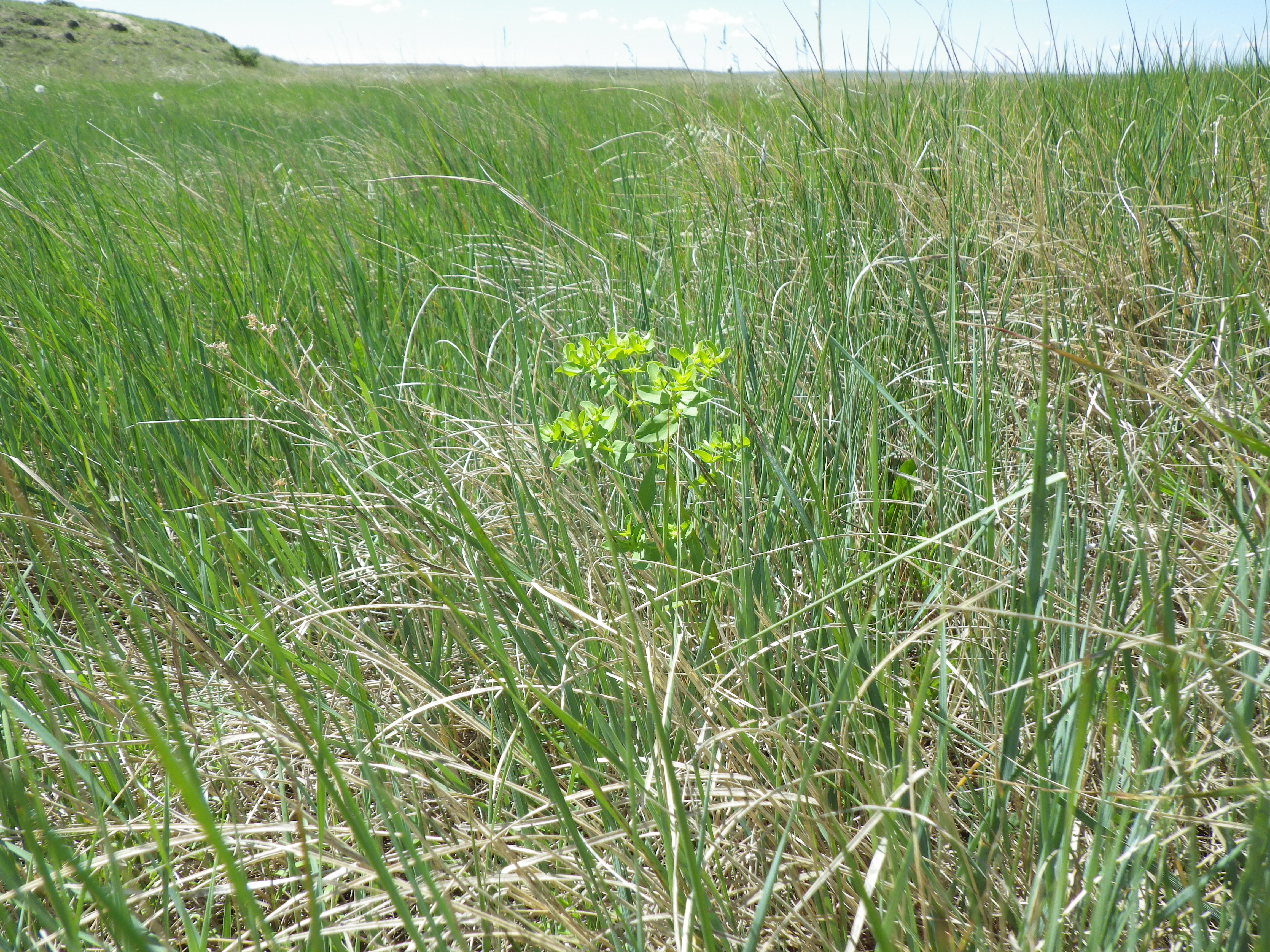
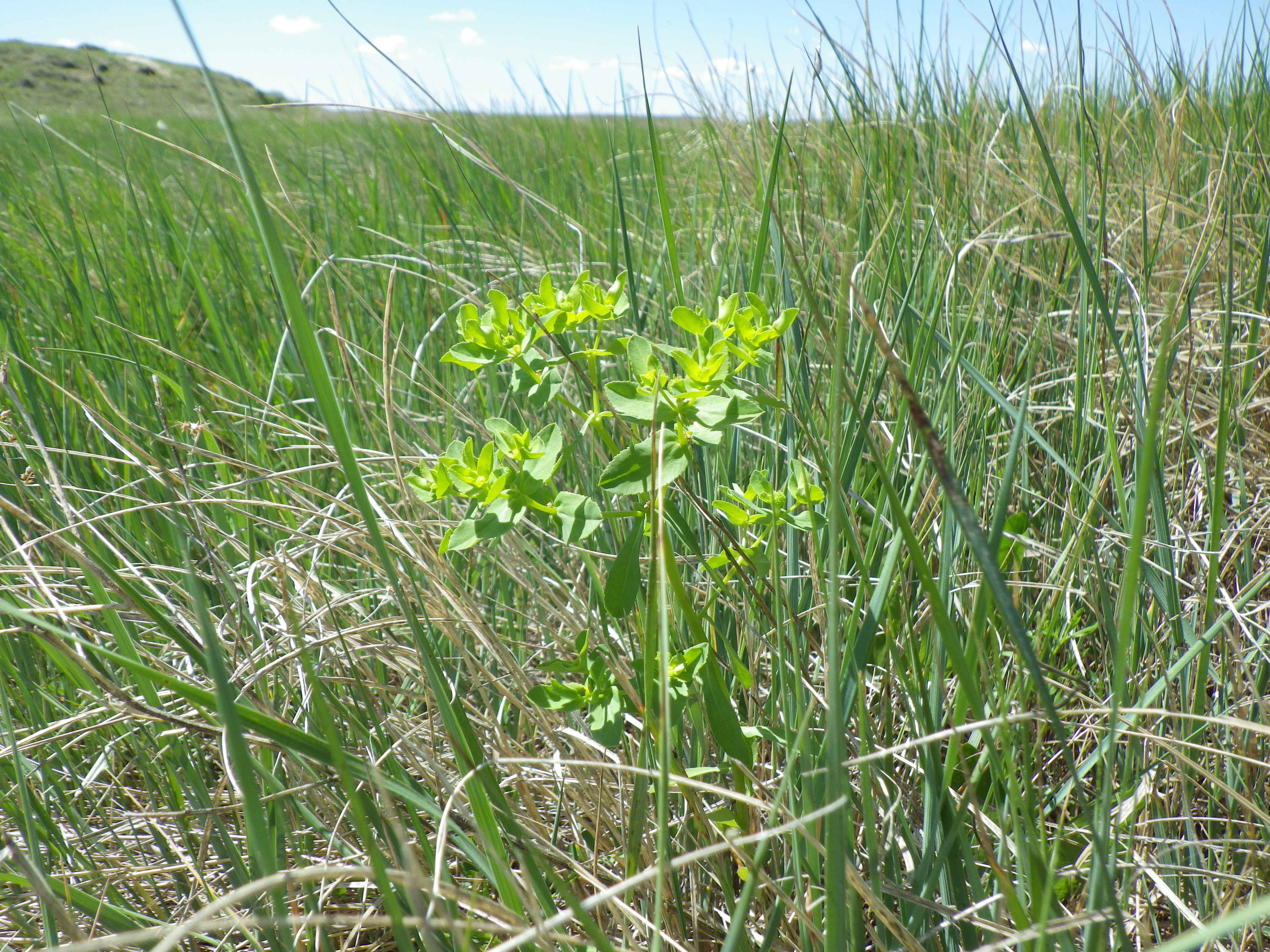
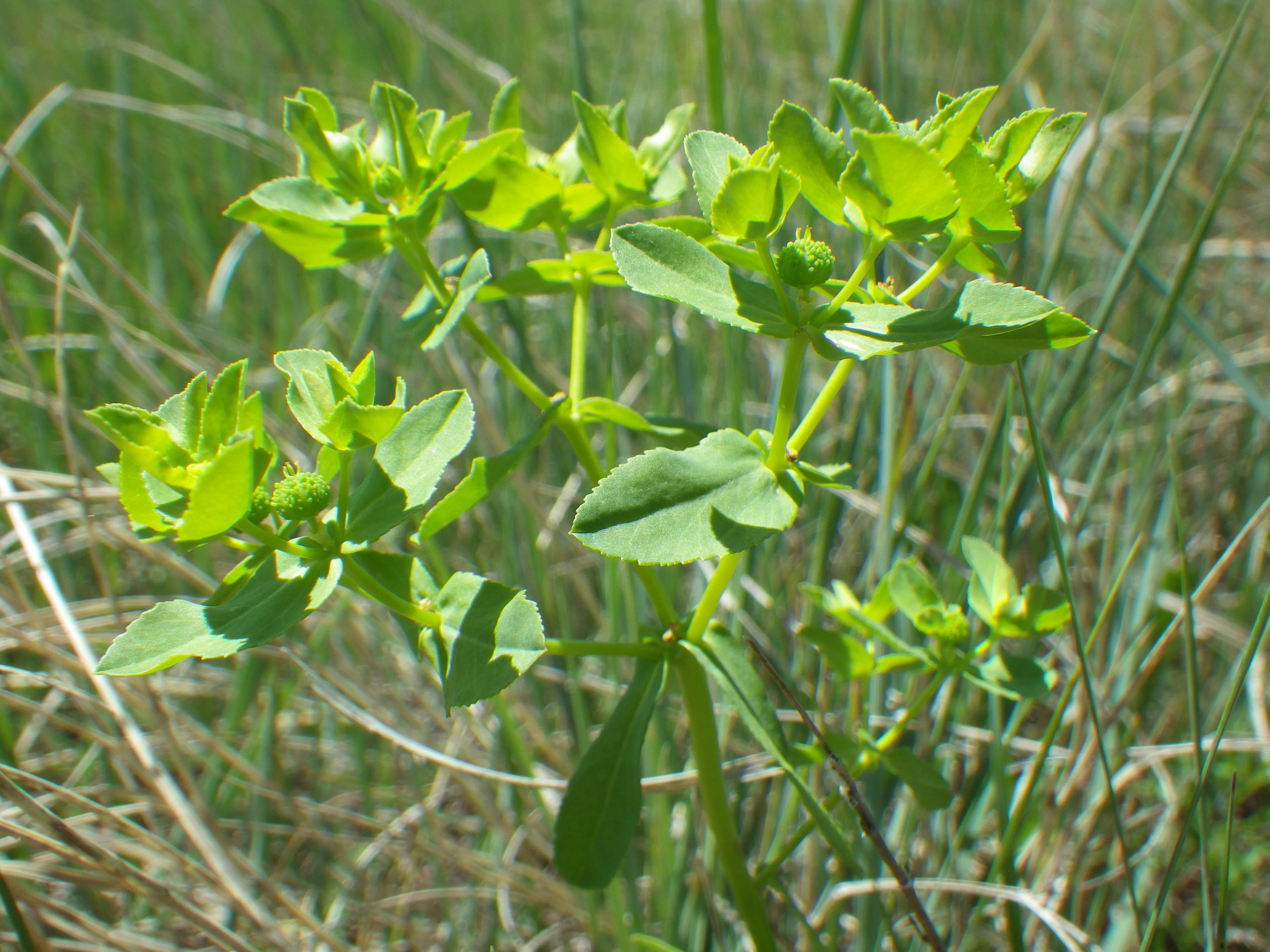
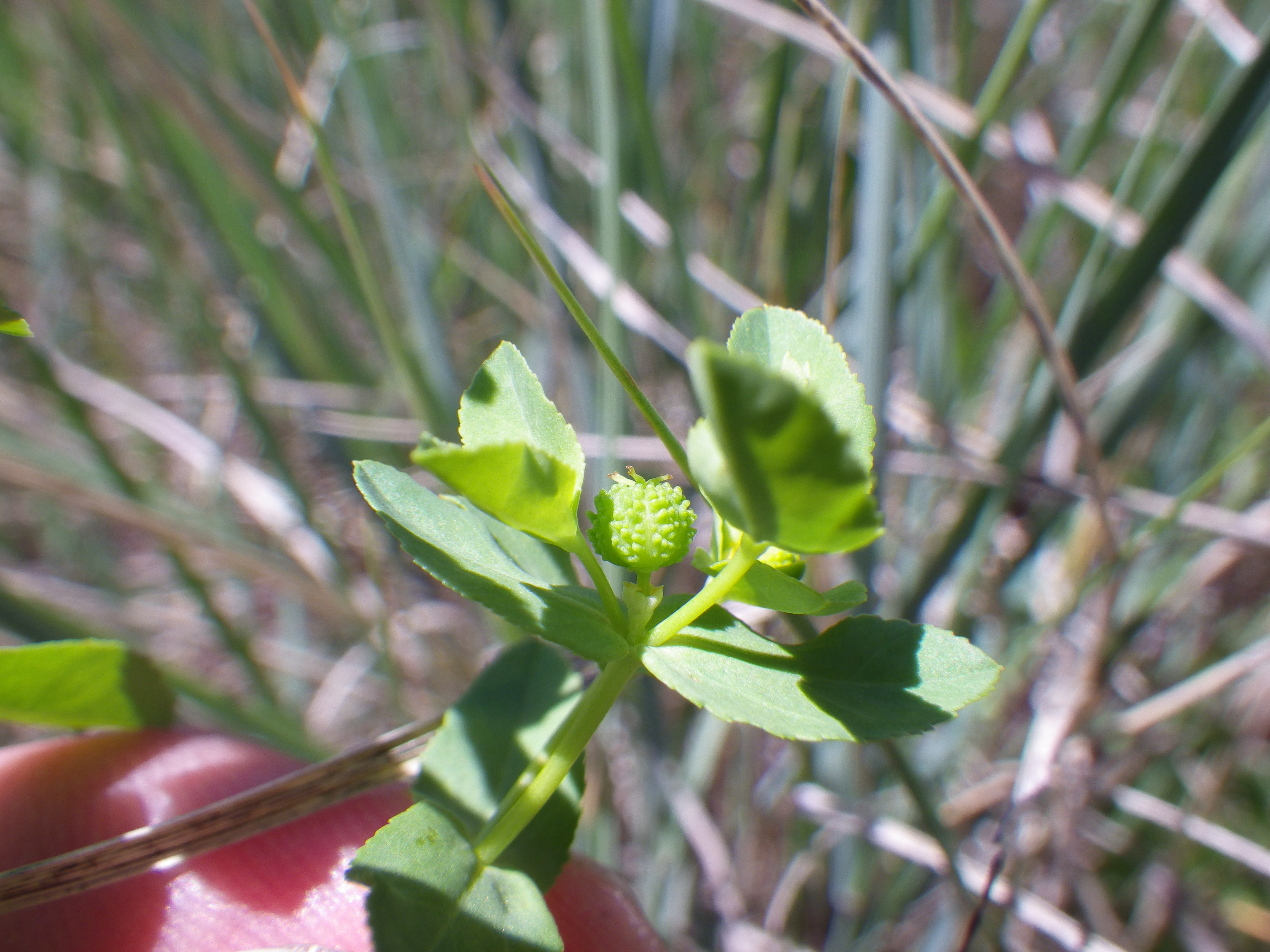
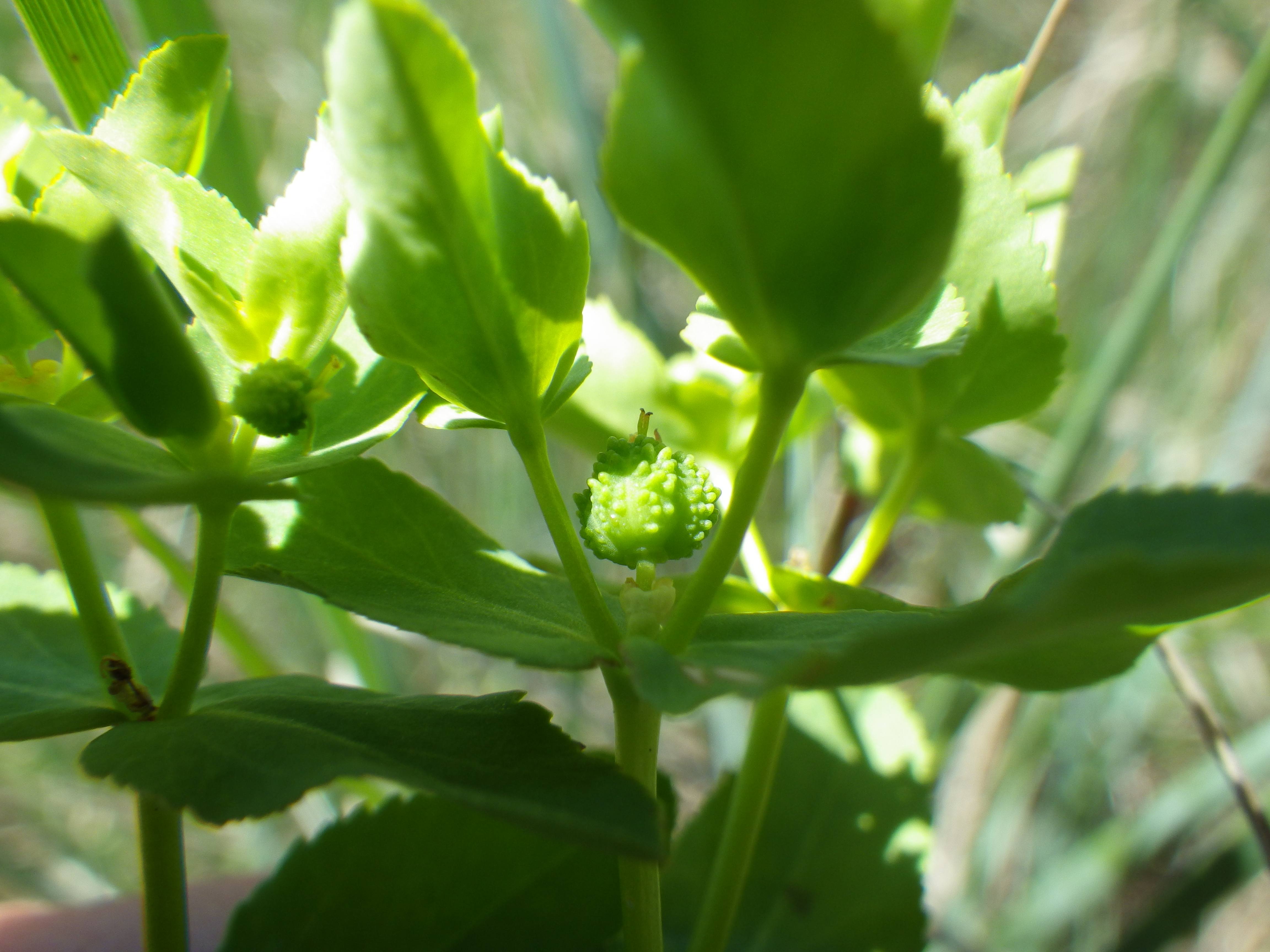
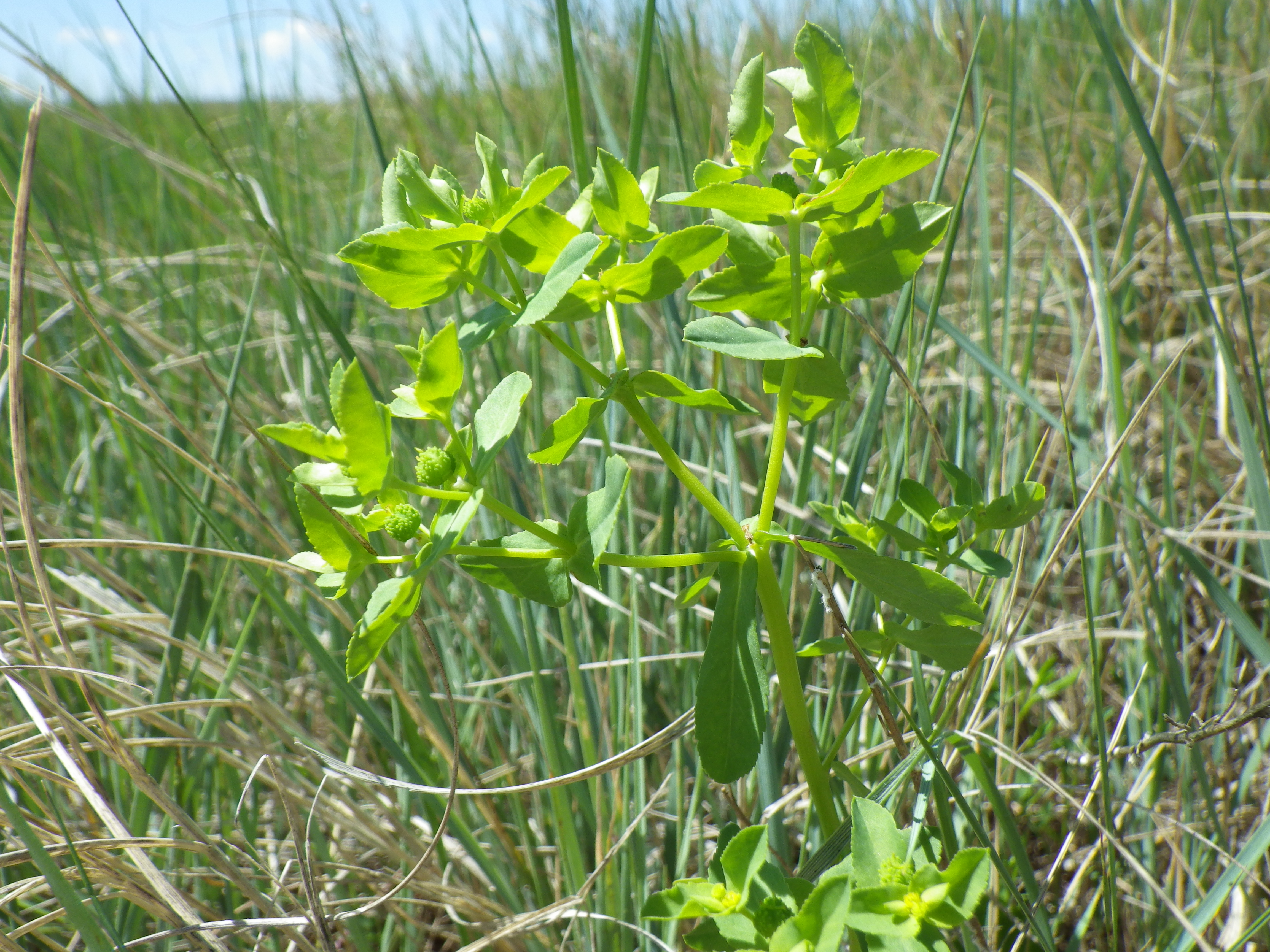